# Kopt naptár
A kopt naptár, más néven alexandriai naptár az ókori egyiptomi naptáron alapul, és Egyiptomban ma is használja a kopt ortodox egyház. A naptár az ókorban használt egyiptomi naptár egy módosított változata. Hogy elkerüljék az egyiptomi naptárban nem alkalmazott szökőnapok hiánya miatti csúszást – mellyel az ókori egyiptomiak is tisztában voltak, de nem korrigálták – a III. Ptolemaiosz idején, i. e. 238-ban kiadott kanópuszi dekrétumban elrendelték, hogy négyévente iktassanak be egy hatodik napot az év végén lévő öt epagomenális nap közé. A reform az egyiptomi papok részéről ellenállásba ütközött, emiatt csak i. e. 25-ben vált véglegessé, amikor Augustus császár megreformálta az egyiptomi naptárat, hogy végérvényesen szinkronban legyen a julián naptárral. Ezt a naptárváltozatot nevezik kopt naptárnak, hogy megkülönböztessék az ókori egyiptomi naptártól, melyet egyes csillagászok még a középkorban is használtak. Évei és hónapjai egybeesnek az etióp naptáréval, de mások a hónapnevek.

## A kopt év
A kopt év megtartja az ókori egyiptomi év három, négy hónapos évszakból álló felosztását. Az évszakokról a kopt liturgia külön imákkal emlékezik meg. A naptár 13 hónapból áll – 12 harmincnaposból és egy beékelt ötnapos kiegészítő hónapból, mely szökőévekben egy hatodik nappal egészül ki. Az év a julián naptár szerinti augusztus 29-én, (julián) szökőév előtt augusztus 30-án kezdődik. A gazdálkodók egész Egyiptomban használják ezt a naptárat mezőgazdasági okokból.
Az év első napja Nirúz ünnepe. Neve onnan ered, hogy az egyiptomi nyelvet nem ismerő arab hódítók összetévesztették az újévi ünnepséget – melyet az egyiptomiak Ni-Jarunak, „a folyók ünnepének” neveztek – a perzsa Norúz újévi ünneppel. A téves eredetű név a mai napig fennmaradt. Az ünnep Thout havának első napjára esik, amely 1901 és 2098 közt rendszerint szeptember 11-e, kivéve a gregorián naptár szerinti szökőéveket, amikor szeptember 12-e. A kopt éveket 284-től, Diocletianus római császár trónra lépésétől számítják, akinek uralkodása keresztényüldözéssel telt, különösen Egyiptomban. Ezért az év rövidítése A. M. (Anno Martyrum, „a mártírok éve”). Nem tévesztendő össze más, ezzel a jelöléssel jelölt naptárrendszerekkel, például a bizánci és a zsidó naptárral, melyek a teremtés feltételezett kezdetétől számolják az éveket; ezeknél az A. M. az Anno Mundi rövidítése.
A julián naptárhoz hasonlóan minden negyedik év szökőév, ez ellentétben áll a gregorián naptárral, ahol a 100-zal osztható évek csak akkor szökőévek, ha 400-zal is oszthatóak. Emiatt érvényesek a fent említett dátumok csak 1900 és 2099 között (a kezdő és végső éveket is beleértve). A húsvétot a julián naptár szerint számítják.
A kopt év így számítható ki: a julián naptár évéből le kell vonni 283-at (julián újév előtt) vagy 284-et (utána).

## Karácsony dátuma
A kopt karácsony a gregorián naptár szerinti január 7-re esik. Az, hogy Jézus december 25-én született, már a római Hippolütosz (170–236) írásaiban előfordul; Dániel könyve 4:23-hoz írt kommentárjában írja, hogy „Urunk első eljövetele, mikor testté lett Betlehemben, nyolc nappal január kalendája előtt, egy szerdai napon történt, Augustus uralkodásának negyvenkettedik évében, Ádám teremtése után 5500 évvel.” Egy másik korai forrás Theophilus caesariai püspök (115–181) írása: „Urunk születésének napját december 25-én kell megünnepeljük.” Csak 367-től kezdték azonban egységesen december 25-én ünnepelni Jézus születését, azelőtt a keleti egyházak január 6-án ünnepelték, Vízkereszt néven. Aranyszájú Szent János 387-ben egy antikokhiai prédikációjában kitért arra, hogy a Keleten már tíz évvel korábban elterjedt a helyes dátum ünneplése. Alexandriai Szent Dénes misztikus igazolásokat idézett, melyek ezt a dátumot támasztják alá. Március 25-ét – mely a középkori julián naptárban az év első napja, és a julián naptár összeállításakor a tavaszi napéjegyenlőség napja volt – a teremtés évfordulójának tartották. Úgy vélték, Jézus ezen a napon fogant, és innen számítva kilenc hónapra született meg.
December 25-e kiválasztásának praktikusabb okai is lehettek: így a keresztény ünnep felválthatta a téli napforduló környékén rendezett pogány ünnepségeket (például a római Sol Sticiát, amikor a nap december 21-én, 22-én és 23-án ugyanazon a legdélebbi ponton kelt fel). A pogány ünnep egy teljes héttel a napforduló előtt kezdődött, és december 24/25-ére már kellőképpen kijózanodtak az ünneplők, ezért ideális időpont volt Krisztus születésének ünneplésére. A vallások heves versengése közepette 274-ben Aurelianus császár december 25-ét Sol Invictus, a Legyőzhetetlen Nap ünnepévé nyilvánította. A vidám ünnepeknek az a hasznuk is megvolt, hogy oldották az évszakból adódó komorságot.
December 25-e egészen a 16. századig egybeesett a kopt naptár Koiak hónapjával, de a gregorián naptár 1582-es bevezetésével tíz nappal korábbra csúszott a gregorián naptárbeli december 25-e a kopt és a julián naptárhoz képest. Emellett a gregorián naptár 400 évenként 3 szökőnapot kihagy, emiatt a kopt karácsony minden évben, amikor a gregorián naptárban szökőnap marad ki (a legutóbbi három alkalommal 1700-ban, 1800-ban és 1900-ban), egy nappal előrébb kerül. Emiatt a régi naptárak, mint a julián és a kopt naptár hívei jelenleg január 7-én ünneplik a karácsonyt, tizenhárom nappal a gregorián naptárat használók után. 2100-ban a kopt karácsony a gregorián naptár szerinti január 8-ra kerül át.

## Húsvét dátuma
A keresztény hagyomány szerint Jézus kereszthalála a kilencedik órában következett be pészah első teljes napján, ami abban az évben péntekre esett, és a rákövetkező vasárnap első órájában támadt fel. Pészah első napja mindig az északi féltekén bekövetkező tavaszi napéjegyenlőség első teliholdjának a napja. A 325-ben tartott első nikaiai zsinat határozott úgy, hogy húsvétot az ezt követő vasárnapon ünneplik, hogy a keresztény egyház ünnepe ne essen egy napra a zsidókéval. A zsinaton az alexandriai pápa és pátriárka feladata lett, hogy meghatározza az egyes években a húsvét dátumát és kihirdesse a többi keresztény egyháznak. Azért őrá esett a választás, mert Alexandria a műveltség egyik központja volt. A napéjegyenlőség névleges dátuma a zsinat idején március 21 volt. A Julius Caesar-i naptárreformkor a napéjegyenlőség még március 25-én következett be, és mivel ez a naptár nem vette figyelembe, hogy a tropikus év nem teljesen azonos a 365¼ napos julián évvel, a napéjegyenlőség a julián naptárban egyre csúszik hátrafelé.

## Kopt hónapok
A kopt hónapok neve az ókori egyiptomi naptár hónapjaiból származik; soknak az ókori egyiptomi vallásból eredő neve van.
- Thot: az egyiptomi Thot isten nevéből ered.
- Paophi: az Opet-ünnep hónapja volt.
- Athür: Hathor istennő hónapja.
- Koiak:
- Tübi:
- Mehir:
- Phamenóth: „pa-en-Amenhotep”, azaz „Amenhotephez tartozó”, I. Amenhotep tiszteletére.
- Pharmuthi: „pa-en-Renenutet”, Renenutet termékenységistennő nevéből; ekkor kezdett sarjadni a termés.
- Pakhónsz: Honszu hónapja.
- Pauni: „a völgyé”, a völgy gyönyörű ünnepe ebben a hónapban volt.
- Epip:
- Meszoré: Mesz-en-Ré, „a Nap születése”.
- Pi Kogi Enavot: jelentése „a kicsi hónap”, mindössze öt napos.

## Külső hivatkozások
- The Orthodox Ecclesiastical Calendar
- Ancient Egyptian Calendar and Coptic Calendar by Andrew Fanous
- Coptic/Gregorian Calendar Converter
- Wolfgang Kosack: Der koptische Heiligenkalender. Deutsch - Koptisch - Arabisch nach den besten Quellen neu bearbeitet und vollständig herausgegeben mit Index Sanctorum koptischer Heiliger, Index der Namen auf Koptisch, Koptische Patriarchenliste, Geografische Liste. Christoph Brunner, Berlin 2012, ISBN 978-3-9524018-4-2.